# Windows Vista
Windows Vista (nome in codice Longhorn) è un sistema operativo prodotto da Microsoft per l'utilizzo su personal computer, inclusi: desktop domestici e aziendali, laptop, tablet PC e PC Media Center. Lo sviluppo venne completato l'8 novembre 2006 e nei successivi tre mesi, venne distribuito per gradi ai produttori di hardware e software per computer, ai clienti commerciali e ai canali di vendita al dettaglio. Il 30 gennaio 2007, venne distribuito in tutto il mondo e venne reso disponibile per l'acquisto e il download dal Marketplace di Windows; è la prima versione di Windows a essere resa disponibile attraverso una piattaforma di distribuzione digitale. La distribuzione di Windows Vista è arrivata più di cinque anni dopo l'introduzione del suo predecessore, Windows XP, uno dei periodi di tempo più lungo tra le versioni successive dei sistemi operativi desktop Microsoft Windows, superato nel 2021 con il periodo di distacco tra Windows 10 e 11, di ben oltre 6 anni.
Le nuove funzionalità di Windows Vista includono un'interfaccia utente grafica aggiornata e uno stile visivo denominato Aero, un nuovo componente di ricerca chiamato Windows Search, nuovi sottosistemi di rete, audio, stampa e visualizzazione e nuovi strumenti multimediali come Windows DVD Maker. Vista mirava ad aumentare il livello di comunicazione tra le macchine su una rete domestica, utilizzando la tecnologia peer-to-peer per semplificare la condivisione di file e supporti tra computer e dispositivi. Windows Vista includeva la versione 3.0 di .NET Framework, consentendo agli sviluppatori di software di scrivere applicazioni senza le tradizionali API di Windows.
L'obiettivo dichiarato principale di Microsoft con Windows Vista era di migliorare lo stato di sicurezza del sistema operativo Windows. Una critica comune a Windows XP e ai suoi predecessori era rappresentata dalle vulnerabilità di sicurezza comunemente sfruttate e dalla generale vulnerabilità a malware e virus. Alla luce di ciò, Bill Gates, presidente della Microsoft, annunciò all'inizio del 2002 un'iniziativa "Trustworthy Computing" (Calcolo affidabile) a livello aziendale, che mirava a integrare la sicurezza in ogni aspetto dello sviluppo del software in azienda. Microsoft dichiarò di aver privilegiato il miglioramento della sicurezza di Windows XP e Windows Server 2003 rispetto a Windows Vista, ritardandone così il completamento.
Mentre queste nuove funzionalità e i miglioramenti della sicurezza hanno ottenuto recensioni positive, Vista è stata anche l'obiettivo di molte critiche e della stampa negativa. Le critiche di Windows Vista hanno preso di mira i suoi elevati requisiti di sistema, i termini di licenza più restrittivi, l'inclusione di una serie di tecnologie DRM nuove volte a limitare la copia di supporti digitali protetti, la mancanza di compatibilità con alcuni hardware e software pre-Vista, tempo di avvio più lungo e il numero di richieste di autorizzazione per il controllo dell'account utente. Come risultato di questi e altri problemi, Windows Vista ha visto l'adozione iniziale e tassi di soddisfazione inferiori a Windows XP.
Tuttavia, con una stima di 330 milioni di utenti Internet a partire da gennaio 2009, era stato annunciato che l'utilizzo di Vista aveva superato le aspettative di due anni precedenti al lancio di Microsoft di raggiungere 200 milioni di utenti. All'epoca della distribuzione di Windows 7 (ottobre 2009) Windows Vista (con circa 400 milioni di utenti Internet) era il secondo sistema operativo più diffuso su Internet con una quota di mercato del 19% circa, essendo Windows XP il più utilizzato con una quota di mercato del 63%. A maggio 2010, la quota di mercato di Windows Vista aveva una stima compresa tra il 15% e il 26%. Il 22 ottobre 2010, Microsoft ha cessato le vendite di copie retail di Windows Vista e le vendite OEM per Vista sono cessate un anno più tardi. Al settembre 2019, la quota di mercato di Vista è calata a meno dello 0,3% della quota di mercato totale di Windows.

## Sviluppo
Microsoft iniziò a lavorare su Windows Vista, conosciuto all'epoca col suo nome in codice Longhorn, nel novembre 2001, cinque mesi prima dell'uscita di Windows XP. Originariamente era previsto che venisse completato verso la fine del 2003 come passaggio minore tra Windows XP e Blackcomb, previsto come successiva versione maggiore del sistema operativo della società. Gradualmente, "Longhorn" ha assimilato molte delle nuove importanti funzionalità e tecnologie previste per Blackcomb, con il risultato che la data di pubblicazione è stata posticipata più volte in 3 anni. In alcune build di Longhorn, l'accordo di licenza riportava ancora il nome in codice "Whistler". Molti sviluppatori di Microsoft sono stati inoltre riassegnati alla scrittura di aggiornamenti per Windows XP e Windows Server 2003 per rafforzarne la sicurezza. Di fronte ai ritardi in corso e alle preoccupazioni per i feature creep, Microsoft annunciò il 27 agosto 2004 di aver rivisto i propri piani. Per questo motivo, il lavoro su Longhorn rincominciò sulla base del codice sorgente di Windows Server 2003 Service Pack 1 per incorporare nuovamente col tempo le funzionalità pensate per la versione del sistema operativo in sviluppo. Tuttavia, alcune caratteristiche annunciate in precedenza come WinFS vennero abbandonate o posticipate e venne adottata una nuova metodologia di sviluppo del software denominata Security Development Lifecycle nel tentativo di risolvere i problemi relativi alla sicurezza del codice sorgente di Windows, programmato in C, C++ e assembly. Longhorn divenne noto come Vista nel 2005.
Le prime fasi di sviluppo di Longhorn erano generalmente caratterizzate da miglioramenti incrementali e aggiornamenti a Windows XP. Durante questo periodo, Microsoft era piuttosto riservata riguardo a ciò a cui stava lavorando, poiché il focus sul marketing e sulle pubbliche relazioni era impostato più su Windows XP e Windows Server 2003, che venne pubblicato nell'aprile 2003. Le build occasionali di Longhorn trapelarono su reti di condivisione di file come IRC, BitTorrent, eDonkey e vari newsgroup. Di conseguenza, ciò che si sa dello stato di sviluppo precedente alla prima pubblicazione ufficiale si basa su queste build.
Dopo diversi mesi di relativamente poche notizie o attività da Microsoft con Longhorn, Microsoft pubblicò Build 4008, che ha fatto la sua comparsa su Internet intorno al 28 febbraio 2003. Inoltre venne distribuito privatamente a un gruppo selezionato di sviluppatori di software. Come versione evolutiva sulla build 3683, conteneva una serie di piccoli miglioramenti, tra cui un tema "Plex" blu modificato e un nuovo, semplificato installer basato su Windows Image che operava in modalità grafica fin dall'inizio e portava a termine un'installazione del sistema operativo sistema in circa un terzo del tempo di Windows XP sullo stesso hardware. Venne introdotta una "nuova barra delle applicazioni" facoltativa, più sottile rispetto alla precedente e che mostrava l'ora in modo diverso.
La differenza visiva e funzionale più notevole, tuttavia, arrivò con Windows Explorer. L'incorporazione del tema Plex ha reso il blu il colore dominante dell'intera applicazione. Il riquadro attività in stile Windows XP venne quasi completamente sostituito da un grande riquadro orizzontale che apparve sotto le barre degli strumenti. Una nuova interfaccia di ricerca consentiva il filtraggio dei risultati, la ricerca della guida di Windows e le query in linguaggio naturale che sarebbero state utilizzate per l'integrazione con WinFS. Vennero rimossi anche i personaggi della ricerca animata. Le "modalità di visualizzazione" vennero sostituite con un singolo cursore che ridimensionava le icone in tempo reale, in modalità elenco, miniatura o dettagli, a seconda di dove si trovava il cursore. Anche i metadati dei file vennero resi più visibili e facilmente modificabili, con un incoraggiamento più attivo a compilare informazioni mancanti. Da notare anche la conversione di Windows Explorer in un'applicazione .NET. La maggior parte delle build di Longhorn e Vista venivano identificate da un'etichetta che si trovava sempre nell'angolo in basso a destra del desktop.
Una tipica etichetta di build è simile a "Longhorn Build 3663.Lab06_N.020728-1728". Numeri di build più alti non significavano automaticamente che fossero incluse le ultime funzionalità di ogni team di sviluppo di Microsoft. In genere, un team che lavorava su una determinata funzionalità o sottosistema generava le proprie build di lavoro con cui gli sviluppatori facevano i test e, quando il codice era ritenuto stabile, tutte le modifiche venivano incorporate nello stesso albero di sviluppo principale contemporaneamente. In Microsoft, esiste un certo numero di "Build lab" in cui la compilazione dell'intera serie di Windows può essere eseguita da un team. Il nome del laboratorio in cui è stata originata una determinata build viene visualizzato come parte dell'etichetta di creazione e la data e l'ora della generazione lo seguono. Alcune build (come Beta 1 e Beta 2) mostrano solo l'etichetta build nella finestra di dialogo delle informazioni sulla versione (Winver). Le icone utilizzate in queste build provengono da Windows XP.
Alla Windows Hardware Engineering Conference (WinHEC) nel maggio 2003, Microsoft ha dato le prime dimostrazioni pubbliche del nuovo Desktop Window Manager e Aero. Le dimostrazioni sono state fatte su una build revisionata 4015 che non è mai stata pubblicata. Una serie di sessioni per gli sviluppatori e gli ingegneri hardware della conferenza si è concentrata su queste nuove funzionalità, nonché sulla Secure Computing Base di prossima generazione (precedentemente nota come "Palladium"), che all'epoca era la soluzione proposta da Microsoft per la creazione di un ambiente sicuro di computing in cui ogni dato componente del sistema può essere considerato "affidabile". Anche in questa conferenza, Microsoft ha reiterato la propria roadmap per la consegna di Longhorn, indicando una data di pubblicazione "all'inizio del 2005".

### Riavvio dello sviluppo
Nel 2004, era diventato chiaro al team Windows di Microsoft che si stava perdendo di vista ciò che doveva essere fatto per completare la prossima versione di Windows e distribuirla ai clienti. Internamente, alcuni dipendenti Microsoft descrivevano il progetto Longhorn come "un altro Cairo" o "Cairo.NET", riferendosi al progetto di sviluppo del Cairo che la società aveva intrapreso nella prima metà degli anni '90, che non ha mai portato a termine (sebbene quasi tutte le tecnologie sviluppate in quel tempo furono incorporate in Windows 95 e Windows NT). La maggior parte delle build di Longhorn presentava importanti regressioni relative a Windows Explorer che impedivano al sistema di funzionare correttamente e aggiungevano ulteriore confusione ai team di sviluppo nelle build successive con un numero sempre maggiore di codice in fase di sviluppo che non riusciva a raggiungere la stabilità.
In un articolo in prima pagina del 23 settembre 2005 su The Wall Street Journal, Il co-presidente della Microsoft, Jim Allchin, che aveva la responsabilità generale dello sviluppo e la distribuzione di Windows, spiegò come lo sviluppo di Longhorn si era "schiantato" a causa in gran parte dei metodi casuali con cui le funzionalità venivano introdotte e integrate nel nucleo del sistema operativo, senza una chiara visione sul prodotto finale. Allchin ha continuato spiegando come nel dicembre 2003 è stato assistito da altri due senior executive, Brian Valentine e Amitabh Srivastava, il primo con esperienza nel software di Microsoft, in particolare Windows Server 2003, e il secondo con un passato di ricerca e sviluppo di metodi per produrre sistemi di test di alta qualità in Microsoft. Srivastava ha impiegato un team di architetti di base per mappare visivamente l'intero sistema operativo Windows e per lavorare in modo proattivo verso un processo di sviluppo che imporrebbe elevati livelli di qualità del codice, ridurre le interdipendenze tra i componenti e, in generale, "non peggiorare le cose con Vista". Dal momento che Microsoft ha deciso che Longhorn avrebbe dovuto essere ulteriormente diviso in componenti, sono iniziati i lavori sulla serie di build Omega-13 con l'obiettivo di dividere il codice di Windows Server 2003, e nel corso del tempo aggiungere le nuove funzionalità previste.
Questo cambiamento, annunciato internamente ai dipendenti Microsoft il 26 agosto 2004, è iniziato a settembre, anche se ci sarebbero voluti ancora diversi mesi prima che il nuovo processo di sviluppo e la nuova metodologia di compilazione venissero utilizzati da tutti i team di sviluppo. I singoli sviluppatori e lo stesso Bill Gates si sono lamentati del fatto che il nuovo processo di sviluppo sarebbe stato proibitivo. 

### Il nome "Windows Vista"
Verso il novembre 2004, la società aveva preso in considerazione diversi nomi per la versione finale, dal semplice al fantasioso e inventivo. Alla fine, Microsoft ha scelto Windows Vista come confermato il 22 luglio 2005, ritenendo che fosse una "meravigliosa intersezione tra ciò che realmente fa il prodotto, ciò che rappresenta Windows e ciò che risuona con i clienti e le loro esigenze". Greg Sullivan, Project Manager del gruppo, ha dichiarato a Paul Thurrott: "Vuoi che il PC si adatti a te e ti aiuti a ridurre il disordine per concentrarti su ciò che è importante per te. Ecco cos'è Windows Vista:" portare chiarezza al tuo mondo ". riferimento ai tre punti di marketing di Vista-Clear, Connected, Confident, così puoi concentrarti su ciò che conta per te". Anche al co-presidente della Microsoft, Jim Allchin, piacque il nome, dicendo che "Vista" crea le immagini giuste per le nuove funzionalità del prodotto e ispira l'immaginazione con tutte le possibilità di ciò che può essere fatto con Windows, rendendo vere le passioni delle persone."
Dopo che Longhorn venne nominato Windows Vista nel novembre 2004, venne avviato un programma di beta test senza precedenti che coinvolse centinaia di migliaia di volontari e aziende. Nel settembre dello stesso anno, Microsoft iniziò a pubblicare le Community Technology Previews (CTP) ai beta tester da luglio 2005 a febbraio 2006. Il primo di questi venne distribuito alla Microsoft Professional Developers Conference del 2005 e successivamente pubblicato ai beta tester e agli sviluppatori Microsoft Abbonati alla rete. Le build che seguirono incorporarono la maggior parte delle funzionalità pianificate per il prodotto finale, oltre a una serie di modifiche all'interfaccia utente, basate in gran parte sul feedback dei beta tester. Windows Vista venne considerato completo di funzionalità con l'uscita della "February CTP", pubblicato il 22 febbraio 2006, e gran parte del resto del lavoro tra quella build e la versione finale del prodotto incentrata su stabilità, prestazioni, applicazione e compatibilità del driver e documentazione. La Beta 2, pubblicata a fine maggio, fu la prima build a essere resa disponibile al grande pubblico attraverso il programma Microsoft Customer Preview. Venne scaricata da oltre cinque milioni di persone. A settembre e ottobre di quell'anno vennero seguiti due candidati alla pubblicazione, entrambi resi disponibili a un gran numero di utenti.
All'Intel Developer Forum, il 9 marzo 2006, Microsoft annunciò una modifica dei piani per supportare EFI in Windows Vista. La specifica UEFI 2.0 (che sostituisce EFI 1.10) non venne completata fino all'inizio del 2006 e, al momento dell'annuncio di Microsoft, nessun produttore di firmware aveva completato un'implementazione di produzione che poteva essere utilizzata per i test. Di conseguenza, venne presa la decisione di posticipare l'introduzione del supporto UEFI a Windows; il supporto per UEFI su piattaforme a 64 bit venne posticipato fino a quando Vista Service Pack 1 e Windows Server 2008 e UEFI a 32 bit non sarebbero stati supportati, poiché Microsoft non si aspettava che molti di questi sistemi venissero costruiti mentre il mercato si spostava ai processori a 64 bit.
Mentre in origine Microsoft sperava di avere le versioni consumer del sistema operativo disponibili in tutto il mondo per Natale 2006, nel marzo 2006 annunciò che la data di pubblicazione sarebbe stata rinviata a gennaio 2007 per dare alla società - e l'hardware e il software le aziende da cui dipende Microsoft per fornire i driver dei dispositivi, tempo aggiuntivo per la preparazione. Poiché una build di release to manufacturing (RTM) è la versione finale del codice distribuita ai rivenditori e agli altri distributori, lo scopo di una build pre-RTM è eliminare eventuali bug "show-stopper" che potrebbero impedire la spedizione responsabile del codice ai clienti, così come qualsiasi altra cosa che i consumatori possano trovare fastidiosi. Pertanto, è improbabile che siano state introdotte nuove importanti funzionalità; invece, il lavoro si concentrava sul "fit-and-finish" di Vista. In pochi giorni, gli sviluppatori riuscirono a eliminare il numero di bug di Vista da oltre 2470 il 22 settembre a poco più di 1400 dal momento in cui RC2 venne inviato agli inizi di ottobre. Tuttavia, avevano ancora una strada da percorrere prima che Vista fosse pronta per il RTM. I processi interni di Microsoft richiedevano che il numero di errori di Vista scendesse fino a 500 o meno prima che il prodotto potesse essere depositato presso l'impegno per RTM. La maggior parte delle versioni pre-RTM erano solamente a 32 bit.
Il 14 giugno 2006, lo sviluppatore di Windows Philip Su pubblicò un post di blog che descriveva il processo di sviluppo di Windows Vista, affermando che "Il codice fosse troppo complicato e il ritmo della codifica era enormemente rallentato dal processo prepotente." Lo stesso post descrisse Windows Vista con circa 50 milioni di righe di codice, con circa 2.000 sviluppatori che lavoravano al prodotto. Durante una dimostrazione della funzione di riconoscimento vocale nuova di Windows Vista al Meeting degli analisti finanziari di Microsoft il 27 luglio 2006, il software ha riconosciuto la frase "Cara mamma" come "Cara zia". Dopo diversi tentativi falliti di correggere l'errore, la frase alla fine è diventata "Cara zia, impostiamo in modo doppio il killer cancella seleziona tutto". Uno sviluppatore con il team di riconoscimento vocale di Vista in seguito spiegò che c'era un bug con la build di Vista che causava l'aumento del volume del microfono, con l'audio ricevuto dal software di riconoscimento vocale che risultava distorto.
La versione di Windows Vista 5824 (17 ottobre 2006) doveva essere la versione RTM, ma un bug, che distruggeva qualsiasi sistema aggiornato da Windows XP, impedì ciò, danneggiando lo sviluppo e riducendo le probabilità che raggiungesse la scadenza di gennaio 2007.
Lo sviluppo di Windows Vista si concluse quando Microsoft annunciò che era stato finalizzato l'8 novembre 2006 e fu concluso dal co-presidente dello sviluppo di Windows, Jim Allchin. Anche il numero di build dell'RTM salì a 6000 per riflettere il numero di versione interno di Vista, NT 6.0. Saltare i numeri di build RTM è una pratica comune tra le versioni di Windows orientate al consumatore, come Windows 98 (build 1998), Windows 98 SE (build 2222), Windows Me (build 3000) o Windows XP (build 2600), rispetto alle versioni orientate al business come Windows 2000 (build 2195) o Server 2003 (build 3790). Il 16 novembre 2006, Microsoft rese disponibile la build finale agli abbonati MSDN e Technet Plus. Il 30 novembre fu resa disponibile una versione aziendale orientata al business per i clienti con contratti multilicenza. Windows Vista venne distribuito per la disponibilità generale dei clienti il 30 gennaio 2007.

## Caratteristiche principali
È un sistema operativo della famiglia Windows NT, con architettura a kernel ibrido. È stato distribuito in versioni a 32 bit per processori Intel e compatibili e a 64 bit per processori Intel (EM64T) e AMD (x64), quest'ultima sui processori x86/x64, supporta la maggior parte dei software compatibili con le precedenti versioni di Windows: Windows a 64 bit è in grado di eseguire software a 32 e a 64 bit (tramite WOW64).
Vista ha un'interfaccia utente task-based (centrata sull'attività da compiere). È presente una versione di esplora risorse (ora chiamato Windows Explorer) molto diversa da quella precedente, probabilmente la maggiore evoluzione dai tempi di Windows 95.
Un'altra caratteristica è l'evoluzione del sottosistema grafico, scritta in codice nativo, che sfrutta le unità di calcolo 3D delle moderne schede grafiche, dando luogo nei sistemi più potenti ad effetti grafici accattivanti.

### Componenti di base
- Framework.NET 3.0 (nome in codice WinFX) che riunisce anche le funzionalità del .NET Framework 2.0 oltre ai nuovi Windows Presentation Foundation (nome in codice Avalon), Windows Communication Foundation (nome in codice Indigo), Windows Workflow Foundation (WF) e Windows CardSpace (WCS).
- La libreria DirectX 10, precedentemente nota come Windows Graphic Foundation (WGF), che ha nuove DLL più efficienti grazie anche all'abbandono della retrocompatibilità con le versioni precedenti. Questa non viene quindi gestita dalle DirectX 10, bensì dalle DirectX 9.0L che sono parallelamente presenti nel sistema operativo.
- Transactional NTFS (NTFS 6.0) è la nuova versione di NTFS che aggiunge al file system alcune funzioni di transazionalità.
- Registro di sistema migliorato attraverso una sorta di virtualizzazione che ne consente una scrittura parcellizzata; questa soluzione tecnica da un lato consente la retrocompatibilità degli applicativi scritti per altre versioni di Windows ed allo stesso tempo consente una piena interazione con la nuova architettura, agevolando il funzionamento ordinario del sistema in modalità utente (non è più sempre indispensabile essere amministratore per installare, ad esempio, nuovo software).
- numerose nuove API per gli sviluppatori, riferite ad importanti sottosistemi e relative architetture, che garantiscono maggiore efficienza e nuove funzioni associate alla gestione dell'audio, del networking, della stampa, delle interfacce video, ecc.

### Nuove funzionalità e migliorie

Esempio di effetto grafico di Aero: Modalità Flip3D (Win+Tab)

Un'altra caratteristica rinnovata: ora è possibile avere impostazioni audio indipendenti per ogni applicazione

Vista introduce diverse nuove funzioni e parecchie migliorie, rispetto ai precedenti sistemi operativi della Microsoft. Tuttavia molte migliorie riguardano pacchetti applicativi secondari, di corredo, già presenti nei suoi predecessori. Riassumiamo quindi solo le informazioni rilevanti, sul piano funzionale e tecnologico; per un elenco completo si rimanda al sito della casa produttrice.
- Interfaccia utente task-based, chiamata Aero (acronimo di Authentic, Energetic, Reflective, and Open). Non è presente nella versione Home Basic. A differenza delle precedenti versioni di Windows, il "motore" della GUI è esterno al kernel per migliorare la stabilità e la sicurezza del sistema operativo nel suo complesso (cfr. Windows Display Driver Model). Questa interfaccia, rinnovata anche nel motore grafico, gestisce le finestre con effetti tridimensionali sfruttando direttamente la memoria, la capacità di calcolo ed elaborazione delle moderne schede grafiche.
- Presenza di una barra laterale opzionale - un pannello posto sul lato destro dello schermo alternativo al famoso sistema della Google,[43] nel quale l'utente può inserire collegamenti a programmi, applet interattive e mini-applicazioni chiamate gadget. Con questi gadget è possibile interagire in vario modo, per esempio staccandoli dalla barra laterale e riattaccandoveli a proprio piacimento. I gadget possono essere implementati utilizzando una tecnologia in stile AJAX oppure utilizzando le classi del .NET framework. La barra laterale non occupa spazio alle altre finestre aperte, poiché di default risulta sullo stesso piano del desktop.
- Windows SideShow - un'interfaccia verso display esterni in grado di mostrare informazioni fornite dai gadget.
- Ricerca veloce - introduce la possibilità di ricercare programmi, documenti, file, messaggi e-mail ed altri documenti tramite una casella apposita (presente nel menù "Start" ed in ogni finestra di "esplora risorse"); le opzioni avanzate consentono, fra le altre cose, di specificare per ogni tipo di file se indicizzarne solo le proprietà o anche il contenuto, oltre a poter escludere certi tipi di file.
- Restart Manager - un sottosistema che consente, all'amministratore di sistema e ai programmi che ne fanno uso, di chiudere e sostituire determinate DLL senza necessariamente riavviare il computer, oppure di farlo salvando automaticamente lo stato delle applicazioni e dei documenti aperti grazie alla funzione Freeze Dry.[44]
- Supporto nativo ai Feed RSS, con interfacce di programmazione disponibili agli sviluppatori.
- Hot patching - che consente ora di ridurre il numero di riavvii necessari dopo le installazioni di una patch o di un driver, a condizione che non riguardino il kernel: questo è possibile grazie alla nuova architettura introdotta ed in quanto la maggior parte dei driver sono stati spostati dal livello kernel al livello utente.[45]
- Link simbolici - puntatori a file o cartelle, che possono essere usati da ogni applicazione: diversamente dai file di collegamento disponibili con Windows XP (file di tipo ".lnk"), dove l'apertura da un'applicazione non comporta l'apertura del file reale ad esso associato, questa proprietà consente ora di creare alias accettati direttamente anche dal sistema, analogamente a quanto accade nei sistemi operativi di tipo POSIX.
- Previous Versions - disponibile solo sulle edizioni di Vista Business, Enterprise e Ultimate, che permette a ogni singola cartella di poter essere ripristinata dall'utente ad uno stato precedente.
- Cartelle virtuali - funzione che dà la possibilità di raccogliere in cartelle dinamiche documenti e file che soddisfano un determinato criterio di ricerca; il vantaggio, rispetto alla ricerca possibile in Windows XP, è che non occorre tutte le volte ripetere la ricerca, poiché sono le cartelle virtuali stesse che salvano il risultato.
- Backup completo del PC - possibilità di ripristinare file e documenti modificati da una sovrascrittura, dove le copie di backup possono essere gestite in automaticamente.
- Masterizzazione di file su CD e DVD - integrata nella funzione Esplora risorse, che permette ora di Masterizzazione DVD (e non solo CD) senza necessariamente installare un software specifico; Vista introduce inoltre anche nei sistemi operativi Windows la tecnologia Mount Rainier (packet writing) in modalità nativa.
- Gestione disco migliorata - oltre a creare partizioni, è possibile ora ridimensionarle (ingrandirle o rimpicciolirle) senza perdere i dati esistenti, contenuti in esse.
- XImage - una utilità che permette la creazione di immagini dei propri Hard Disk, utilizzando i formati XImage e WIM: il DVD di installazione di Vista contiene i file come immagine WIM e quindi, volendo, si può anche creare una installazione personalizzata di Vista con estrema facilità; questa funzione in precedenza era possibile solo con software di terze parti.
- Nuovi stack Audio e stack Stampanti - completamente riscritti con nuove API, vengono eseguiti a livello utente anziché al livello del kernel, per garantire una maggiore sicurezza e stabilità del sistema operativo; lo stack audio PUMA (protected user-mode audio) integra funzionalità DRM, ed impedisce di copiare contenuti protetti che abbiano la firma digitale.

### Sicurezza e stabilità

Notifica dello UAC (controllo account utente)

Posponi il riavvio in Windows Vista

- UAC (User Account Control) - layer che introduce in Windows una nuova modalità di gestione degli account e dei permessi, consentendo di riservare ai singoli processi il minimo indispensabile dei privilegi e di elevarne i privilegi solo quando è necessario; è un modello operativo simile al comando sudo di Linux e Mac.
- File e registro virtualizzati - una sorta di file temporanei speciali, usati e gestiti internamente dallo UAC allo scopo di permettere di far funzionare con privilegi limitati le vecchie applicazioni.
- Windows Service Hardening - è stata migliorata l'architettura della gestione dei Servizi, ai quali viene ora impedito di fare cambiamenti non autorizzati sul filesystem e nel registro, oppure accedere alla rete ed altre risorse.[46]

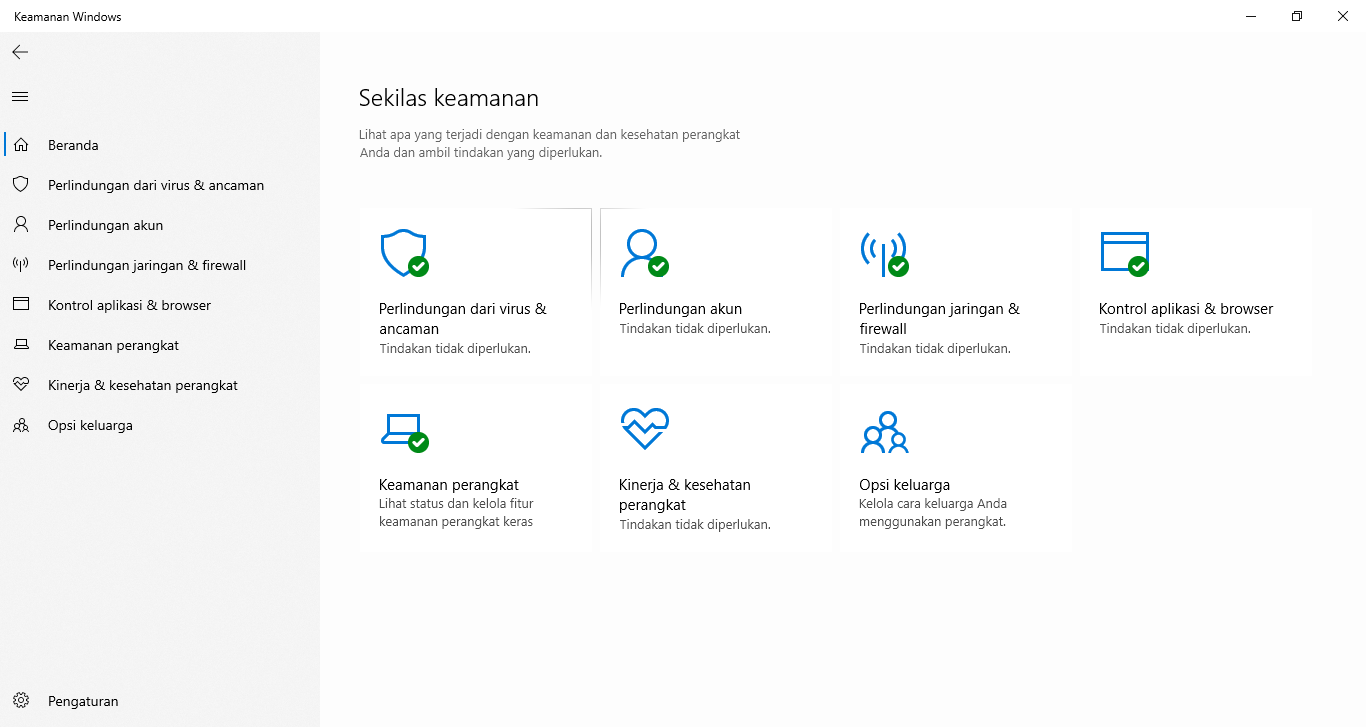
Un altro esempio di software opzionale, ora integrato in Vista: Windows Defender

- DEP (Data Execution Prevention) - questa funzione, migliorata rispetto a quella già presente in Windows XP SP2, sfrutta la tecnologia "NX bit" (No-Execute bit), disponibile già da alcuni anni nei microprocessori Intel e AMD, per bloccare l'esecuzione di codice in seguito ad un buffer overflow.
- ASLR (Address Space Layout Randomization) - questa soluzione tecnica, già disponibile in altri sistemi operativi, permette di prevenire errori di buffer overflow (in particolare quelli legati al Return-to-libc) e di proteggere da attacchi di tipo buffer overrun ed exploit analoghi.
- BitLocker Drive Encryption - una tecnologia che consente di criptare, con un algoritmo di crittografia simmetrica, l'intero contenuto dell'hard disk; la chiave di cifratura viene memorizzata in un chip TPM (Trusted Platform Module) presente sulle nuove schede madri oppure su chiavetta USB.[47]
- UIPI (User Interface Privilege Isolation) - questa tecnologia è stata introdotta per ridurre specifiche vulnerabilità del sistema Microsoft (input injection exploits), impedendo ai processi che girano con un basso "integrity level" (IL) di inviare messaggi a processi con un livello IL più alto.
- DRM (Digital Rights Management) - sistema secondo le specifiche TCG, che consente ai produttori di proteggere file multimediali e applicazioni coperte da Copyright impedendone la copia e distribuzione a terzi; i file multimediali freeware e quelli creati dagli utenti, non firmati digitalmente con questa tecnologia, potranno funzionare come prima.
- Nuove group policy - rinnovato in parte il modello di gestione delle policy, che in Windows Vista coprono molti aspetti delle nuove funzionalità presenti, come ad esempio una maggiore configurabilità delle reti wireless, policy sui dispositivi rimovibili, ecc.[48]
- Code Integrity - modello di check-sum verification, è la funzione che abilita in Windows Vista il controllo dell'integrità di tutti i file che lo compongono (DLL e file di sistema), per verificare che il sistema non sia stato compromesso; il Sistema controlla anche l'integrità di tutti i driver che vengono caricati in "kernel mode" e tutti questi elementi del sistema operativo devono obbligatoriamente disporre di una firma digitale valida e riconosciuta.[49]
- Windows Update - Windows Vista non utilizza più il browser Internet per scaricare gli aggiornamenti, ma è un'applicazione indipendente.

### Rete

LLTD fornisce la rappresentazione della mappa di rete in modalità grafica

- Centro connessione di rete e condivisione - è la funzione che mostra la mappa della topologia della rete e permette di visualizzare lo stato delle connessioni, attivare o disattivare l'individuazione delle reti, le diverse tipologie di condivisione delle risorse e visualizzare tutte le cartelle disponibili; questa funzione impiega anche il Link Layer Topology Discovery (LLTD), un nuovo protocollo che permette ai dispositivi di essere mostrati con una icona nella mappa della rete.
- Centro sincronizzazione - è un'utilità che consente di mostrare informazioni e notifiche con dispositivi mobili che vengono collegati al computer o ai quali ci si collega in modalità wireless, come ad esempio lettori musicali mobili, fotocamere digitali e cellulari; è possibile usare questa funzione anche per sincronizzare i file archiviati nelle cartelle di un server di rete.
- Microsoft Peer Name Resolution Protocol (PNRP) - che introduce negli ambienti Windows un nuovo sottosistema P2P proprietario della Microsoft, viene usato per collegarsi con altri computer dotati di Windows minor ampiezza di banda tipici degli ambienti WAN.
- Network Access Protection (NAP) - è una funzione che limita e controlla l'accesso alla rete locale (LAN) dei client di un dominio: questi potranno collegarsi solo se risultano conformi alle policy aziendali in termini di configurazione del firewall, dell'antivirus, aggiornamenti sulla sicurezza.

### Supporto hardware
Con Windows Vista la Microsoft introduce il supporto ad alcune tecnologie in precedenza trascurate ed altre funzioni di gestione, in generale, delle risorse operative. Riassumiamo brevemente in questa sezione quelle più caratterizzanti:
- Con Vista viene introdotto il supporto per ACPI 2.0,  3.0 (PPT), su download.microsoft.com. e PCI Express 1.1; inoltre con Vista in via diretta.
- Next Generation TCP/IP stack è la nuova implementazione del protocollo TCP/IP, completamente riprogettata con una nuova architettura a doppio layer IP (IPv6 e IPv4) con condivisione dei livelli di trasporto e di framing. Il nuovo stack TCP/IP supporta lo standard ECN (Explicit Congestion Notification) e Compound TCP (CTCP), che migliora le performance TCP nei collegamenti con maggior latenza e il Service Pack 1 la versione a 64 bit supporterà l'Extensible Firmware Interface (EFI).
- System Performance Assessment, è una funzione che consente di modificare le opzioni relative alla grafica ed alle prestazioni sulla base dell'hardware rilevato nel computer dell'utente. In particolare il sistema comprende un benchmark con cui si rilevano le capacità della CPU, RAM, Scheda video e Hard Disk; questi dati vengono anche resi disponibili a tutte le applicazioni che ne vogliono far uso, ad esempio per i giochi in modo che possano autoregolare il livello dei dettagli grafici.
- Nella gestione dei Tablet PC viene introdotta una nuova funzione di Side Show, che permette di mostrare informazioni e notifiche, come ad esempio l'arrivo di posta elettronica, direttamente sul display secondario quando il PC portatile è chiuso.
- Windows Vista, a differenza di Windows XP, riconosce automaticamente dischi Serial ATA (SATA) dei principali produttori e molti dei controller RAID più diffusi, rendendo più semplice l'installazione di questo tipo di hardware.
- Supporto nativo della tecnologia wireless di tipo Bluetooth.

## Interfaccia grafica
Windows Vista offre tre modalità grafiche (più quella "Windows Classico"), che possono essere utilizzate in funzione delle capacità e delle proprietà hardware del computer in uso, ed in particolare in funzione delle caratteristiche tecniche relative alla scheda video.

### Aero
Questa modalità grafica aggiunge effetti "tridimensionali", animazioni, anteprime in tempo reale, ed altri "effetti speciali". Per ottenere questo risultato, ogni finestra è contenuta in una texture che viene elaborata dalla GPU della scheda grafica. In questo modo è possibile operare direttamente e con efficacia il rendering del desktop; il supporto a Pixel Shader 2.0, se disponibile nella GPU, viene impiegato per la maggior parte degli effetti visuali e di interfaccia utente come ad esempio l'antialiasing dei caratteri Cleartype. Per accedere a questo tipo di interfaccia è necessario disporre di una scheda video compatibile DirectX9 dotata di almeno 64 MB di memoria video. Il driver della scheda video deve essere compatibile con il nuovo modello di driver chiamato Windows Display Driver Model (WDDM). Il rendering delle finestre e del desktop è svolto dal nuovo window manager "Desktop Window Manager" e la vecchia modalità GDI è gestita solo in emulazione.

### Critiche ad Aero
La modalità grafica Aero suscitò numerose critiche per via del consumo eccessivo di risorse. In realtà, il sottosistema grafico di Windows Vista serve per poggiare sulle moderne GPU, alleggerendo quindi il carico di lavoro delle CPU che da adesso in poi non si devono più occupare di elaborare anche l'interfaccia grafica. Disabilitando Aero si potranno notare infatti sfarfallamenti delle finestre quando vengono mosse o ridimensionate, poiché il processore, impegnato nell'esecuzione di un sistema operativo già di per sé non leggero, si deve anche occupare della GUI. Tornando ad Aero, il PC apparirà effettivamente più fluido, utilizzando anche una normale scheda video da 128 MB.

### Vista Basic

Windows Vista Ultimate con interfaccia Vista Basic (senza effetti aero)

Questa modalità grafica, originariamente nota come "To Go", utilizza solo gli aspetti principali della nuova interfaccia utente ed è simile al tema "Luna" di Windows XP. È accessibile anche a computer con minor capacità di calcolo e molte delle schede video che funzionano su Windows XP, possono funzionare anche su Vista utilizzando questa modalità grafica. È il tema che viene utilizzato di default quando si disabilita Aero sotto le proprietà dell'aspetto grafico o quando la GPU non ha le caratteristiche tecniche per supportare Aero o quando i driver per la GPU non sono installati correttamente. In realtà è molto più lento di Vista Standard o Aero, perché elaborato dal processore. Caratteristiche principali: assenza di trasparenza, maggiore lentezza nell'apertura o ridimensionamento delle finestre e anteprima delle applicazioni ridotte a icona non attivate.

### Vista Standard

Interfaccia Vista Standard in Windows Vista Home Basic

È presente solo in Vista Home Basic e si attiva in automatico solo se viene rilevata una scheda grafica compatibile con Aero, che disponga di un driver WDDM. Nei computer portatili Vista Standard viene attivato quando si sceglie l'opzione di risparmio energetico del sistema. L'interfaccia grafica ha lo stesso tema di Aero ma senza gli "effetti vetro" sulle finestre e senza alcun effetto tridimensionale.

### Classico
Questa modalità grafica è la più semplice: del tutto simile a quella di Windows 2000 o Windows XP o Windows Fundamentals for Legacy PCs con il tema "Luna" disattivato, è l'unico tema che mostra ancora la famosa scritta "Start" e il logo di Windows sul pulsante Start nel menu in basso a sinistra, al posto dell'icona che è stata introdotta con Vista.

## Requisiti minimi di sistema
I computer che sono certificati per eseguire Windows Vista sono classificati come Vista Capable PC e Vista Premium Ready PC.
La differenza principale tra i due tipi di PC è che solo i Premium Ready sono realmente in grado di eseguire Windows Aero.
Inoltre alcune funzionalità non sono disponibili con i requisiti minimi:
|                   | Vista Capable PC      | Vista Premium Ready PC |
| ----------------- | --------------------- | --- |
| Processore        | 800 MHz               | 1 GHz e 32 bit (x86) o 64 bit (x64) |
| RAM               | 512 MB                | 1 GB |
| Scheda video      | DirectX 9 compatibile | DirectX 9 compatibile con driver WDDM, Pixel Shader 2.0 e 32 bit per pixel, che abbia superato il test di compatibilità con Windows Aero nel WDK (Windows Driver Kit) |

Schermata di Windows Vista Upgrade Advisor

| GPU Memory        | 32 MB                 | 128 MB RAM fino a 1280 × 1024 (256+ per risoluzioni maggiori) |
| Capacità HDD      | 20 GB                 | 40 GB |
| Spazio Libero HDD | 15 GB                 | 15 GB |
| Tipo HDD          | Normale               | Normale ma con Hybrid flash memory/hard disk raccomandato |
| Altro             | CD-ROM                | DVD-ROM - Accesso ad Internet, Scheda Audio |

### Windows Vista Upgrade Advisor
Microsoft ha sviluppato Windows Vista Upgrade Advisor, un software che ha lo scopo di stabilire se il computer dell'utente è compatibile con Windows Vista. Il programma, dopo aver analizzato il computer, genera un resoconto dettagliato su quali componenti hardware supportano Windows Vista e quali driver e software sono compatibili con il nuovo sistema operativo, proponendo anche soluzioni per la risoluzione dei problemi, oltre a consigliare la versione di Vista più adatta.
 Pagina principale di Windows Vista Upgrade Advisor, su microsoft.com.

## Edizioni
Le versioni in commercio sono state differenti, per il numero di funzionalità incluse e per il prezzo praticato. Il prezzo in particolare varia anche in base alla nazione di appartenenza dell'utente ed alla modalità di acquisto.
| Edizione                   | Descrizione | Disponibilità      |
| -------------------------- | --- | ------------------ |
| Windows Vista Starter 2007 | Paragonabile a Windows XP Starter Edition, questa edizione è ottimizzata per girare su hardware meno potente, è commercializzata solo nei paesi in via di sviluppo e in quelli ad elevato tasso di pirateria come la Russia. Essa ha caratteristiche molto limitate, ad esempio può far girare contemporaneamente un massimo di tre applicazioni per volta ed è disponibile solo a 32 bit. | Paesi emergenti    |
| Windows Vista Home Basic   | Questa edizione è molto simile a Windows XP Home Edition. Include un firewall, un parental control, un centro sicurezza, una libreria fotografica e molto altro ancora. Microsoft lo indirizza verso i risparmiatori, i principianti e più in generale agli utenti domestici meno esigenti che utilizzano prevalentemente il PC per scrivere documenti, leggere la posta, navigare sul web e ascoltare un po' di musica. Non ha l'interfaccia grafica Aero, però se viene rilevata una scheda grafica Aero capable si attiva l'interfaccia grafica Standard che usa il nuovo Desktop Window Manager (DWM) composition engine e quindi offre comunque la completa accelerazione del desktop via GPU. Non ha il codec integrato per guardare i DVD video. Memoria Fisica massima gestibile dalla versione a 64-bit: 8 GB. |                    |
| Windows Vista Home Basic N | Identico a Windows Vista Home Basic, ma senza Windows Media Player. Questa edizione rispetta la legge Europea. | Unione Europea     |
| Windows Vista Home Premium | Implementa tutte le funzionalità della versione Home Basic e vi aggiunge il supporto all'HDTV, la masterizzazione e l'editing di DVD e la crittografia del file system. È simile alla versione attuale di Windows XP Home Edition, ma fornisce alcune caratteristiche aggiuntive fra quelle presenti in Windows XP Media Center Edition. Ha l'interfaccia grafica Aero. Ha il codec integrato per guardare i DVD video. Memoria Fisica massima gestibile dalla versione a 64-bit: 16 GB. |                    |
| Windows Vista Business     | Comparabile a Windows XP Professional, questa edizione è dedicata al mercato aziendale, con funzionalità specifiche come ad esempio utilità per l'invio e la ricezione di fax. Ha la funzione di Previous Versions. Non ha il codec integrato per guardare i DVD video. Memoria Fisica massima gestibile dalla versione a 64-bit: 128+ GB. |                    |
| Windows Vista Business N   | Identico a Windows Vista Business, ma senza Windows Media Player. Questa edizione rispetta la normativa Europea. | Unione Europea     |
| Windows Vista Enterprise   | Questa edizione è dedicata alle imprese di grandi dimensioni ed ha a disposizione, tra le altre cose, un'interfaccia utente multi linguistica (MUI) ed il software di virtualizzazione Microsoft Virtual PC. Non ha il codec integrato per guardare i DVD video. | Software Assurance |
| Windows Vista Ultimate     | L'edizione top di gamma implementa tutte le funzionalità delle versioni Home Premium e Business oltre ad applicazioni di podcasting, programmi di ottimizzazione hardware e tutta una serie di servizi on-line, denominati "Club", che danno agli utenti accesso agli ambienti a pagamento Microsoft per acquistare musica, film, assistenza tecnica ecc. Ha il codec integrato per guardare i DVD video. |                    |

Le tre edizioni retail di Windows Vista (Home Basic, Home Premium e Ultimate) sono generalmente distribuite su un unico DVD. Le funzionalità delle edizioni Home Premium e Ultimate possono essere quindi "sbloccate" in qualsiasi momento acquistando, in unica soluzione, una licenza di upgrade direttamente on-line ( Windows Anytime Upgrade, su microsoft.com.).

## Service Pack e aggiornamenti

### Service Pack 1
Il Service Pack 1 (SP1) per Windows Vista è stato distribuito in versione Release to manufacturing (numero di build 6.0.6001.18000.longhorn_rtm.080118-1840) da Microsoft il 4 febbraio 2008, contemporaneamente a Windows Server 2008 (su cui è basato).
È stato diffuso all'utenza a partire dal 18 marzo in inglese, francese, tedesco, spagnolo e giapponese e dal 15 aprile nelle altre lingue, tra cui l'italiano.
L'aggiornamento è disponibile su Windows Update come download facoltativo e, dopo un mese dalla distribuzione, sarà etichettato come aggiornamento importante e installato automaticamente.
Le migliorie apportate sono numerose. Le caratteristiche principali sono:
- l'inclusione di tutti gli aggiornamenti precedentemente distribuiti da Microsoft (se tutti gli aggiornamenti saranno già installati il Service Pack peserà circa 50 MB)
- varie migliorie per la compatibilità delle applicazioni e la stabilità del sistema
- il miglioramento delle prestazioni (all'avvio, nella copia dei file ecc) e la riduzione dei consumi in certi scenari
- nuove API che potranno usare gli sviluppatori di antivirus e prodotti per la sicurezza per scansionare le aree di memoria, invece che usare tecniche deprecate di kernel patching
- la possibilità per gli utenti di cambiare il motore di ricerca del desktop di Windows Vista con uno di terze parti, come per esempio Google Desktop Search
- varie migliorie all'interfaccia grafica e correzione di bug
- il supporto all'EFI nei sistemi a 64 bit
- il supporto del file system exFAT per dispositivi portatili ad alta capacità
- l'aggiornamento delle librerie DirectX alla versione 10.1.

Microsoft ha comunicato che sono emersi problemi di compatibilità con i driver di alcune periferiche. Per questo ha stabilito la pubblicazione del SP a metà marzo, in modo che i produttori delle suddette periferiche abbiano il tempo di correggere i problemi riscontrati. Tuttavia, se al momento dell'aggiornamento Windows Update rileverà la presenza di problemi di compatibilità, arresterà l'operazione.

### Service Pack 2
Nel mese di ottobre 2008 la Microsoft annunciò il Service Pack 2 per Windows Vista e nello stesso mese ne venne distribuita una versione pre-beta con numero di build 6.0.6002.16489.lh_sp2beta.080924-1740. Il 4 marzo 2009 è stata distribuita la Release Candidate (RC) del Service Pack 2 in tutte le lingue (numero di build 6.0.6002.16670.lh_sp2rc.090130-1715). Ed infine è stato distribuito il 22 giugno 2009 come versione definitiva per tutte le lingue con numero di build finale di 6.0.6002.18005.lh_sp2rtm.090410-1830.
Le novità più importanti sono:
- L'inclusione di Windows Search 4.0 (già disponibile su Windows Update come aggiornamento per Vista SP1);
- Feature Pack for Bluetooth aggiunge il supporto a Bluetooth 2.1;
- Feature Pack for Storage offre la possibilità di registrare dati su dischi Blu-ray tramite la funzione di masterizzazione integrata in Vista e aggiunge il supporto al nuovo file system UDF 2.5;
- Windows Connect Now per gestire le connessioni WiFi;
- Supporto nativo per le CPU VIA a 64-bit;
- Nuova policy di power management che è fino a 10% più efficiente su determinate configurazioni;
- DirectX 11

## Critiche ed aspetti controversi
Come già successo anche per Windows Me, Vista ha ricevuto numerose critiche negative legate alle elevate richieste di risorse hardware, decisamente maggiori di Windows XP, inoltre anche per il problema dello svariato numero di software e programmi non compatibili con il sistema operativo ed un consumo energetico superiore rispetto al suo predecessore, al punto da spingere numerosi utenti insoddisfatti a tornare al vecchio sistema operativo di Microsoft. Una delle critiche più note è quella che ha riguardato i continui rinvii del suo lancio sul mercato, inizialmente il sistema operativo doveva essere presentato nel 2004.
Nel maggio 2010 lo stesso Ballmer ha fatto autocritica, spiegando che il progetto iniziale Longhorn che la Microsoft aveva in mente era molto ambizioso e per rimediare al ritardo accumulato è stato deciso di ripartire dal codice di base di Windows Server 2003 e aggiungere le poche innovazioni già pronte. Sono risultate quindi perse le migliaia di ore-uomo dedicate allo sviluppo di tutto il codice abbandonato. Tra l'altro per lo sviluppo di Vista sono stati spesi 6 miliardi di dollari.

### File system
Un'altra critica è stata la rimozione di alcune caratteristiche innovative come il nuovo "file system" WinFS. WinFS avrebbe dovuto rappresentare un passo avanti nel modo in cui i dati sono memorizzati e soprattutto ricercati. Questa tecnologia (che doveva utilizzare NTFS 6 come backing store), doveva fondere caratteristiche dei database relazionali, dei database a oggetti e dei file systems, ed essere così il famoso "file system a oggetti" già promesso in Cairo. Inoltre il file system di Vista viene criticato per la necessità di deframmentazione, operazione che su file system di altri sistemi operativi non è più necessaria da anni.

### Aspetto grafico
Molte altre caratteristiche "innovative" di Vista sono in realtà già presenti da diverso tempo in Mac OS X e in vari ambienti desktop per Linux. Fra queste l'anteprima delle finestre ridotte a icona, i collegamenti alias, le cartelle dinamiche basate sul motore di ricerca indicizzato interno, le icone vettoriali e alcuni strumenti come il dock e il dashboard. Nel corso della Worldwide Developers Conference del 2006, Steve Jobs (presidente e CEO di Apple) ha illustrato come numerose caratteristiche di Windows Vista sarebbero derivate dal Mac OS X. Ad esempio, la funzione di Instant Search sarebbe identica a "Spotlight" di macOS.

### DRM e ai sistemi anti-copia
Un'altra caratteristica di Windows Vista che ha ricevuto critiche è la cosiddetta possibilità di revoca dei driver; in pratica, se un driver video venisse modificato in modo da rendere possibile copiare del materiale protetto da DRM, al suddetto driver sarebbe revocata la possibilità di accedere al contenuto protetto (per esempio ai film in alta definizione su supporto Blu-ray o HD DVD); in altre parole, l'utente finale, da un giorno all'altro, potrebbe vedersi negata la possibilità di visualizzare in alta risoluzione sul suo computer contenuti regolarmente acquistati. Nel caso di driver, comunque, un aggiornamento da parte del produttore del driver modificato dovrebbe risolvere il problema; tuttavia tale aggiornamento potrebbe però non essere tempestivo o non venir distribuito. Ad agosto 2007 la Microsoft ha revocato per la prima volta un driver che permetteva agli utenti di caricare (e utilizzare) driver non firmati direttamente nel PC a sistema operativo avviato, saltando così la classica operazione che prevede il riavvio e la pressione del tasto F8 per compiere questa operazione che resta del tutto fattibile. Inoltre è impossibile installare driver non firmati nella versione a 64 bit.

### Consumo energetico
Vista è stato criticato anche per il consumo energetico che nei sistemi portatili sembra incidere in maniera rilevante. L'interfaccia grafica Aero non viene disabilitata nemmeno quando sono attivate le modalità di risparmio energetico. Microsoft ha risposto affermando che l'interfaccia grafica produce una riduzione dell'autonomia tra l'1 e il 4%, ma ha anche precisato che le cifre sono indicative data la difficoltà oggettiva di testare l'autonomia di sistemi a batteria.

### Consumo di RAM
Si è notato inoltre che Windows Vista richiede molta più memoria RAM rispetto al predecessore XP per eseguire le medesime operazioni. Vista ha un consumo base di RAM quantificato in 425 MB senza altri programmi aperti (contro i 120MB di XP); la disabilitazione dell'interfaccia grafica Aero consente di ridurne il consumo di 25 MB.
L'alto utilizzo di RAM ha la conseguenza di ridurre le prestazioni durante l'esecuzione di altri processi, in particolare quelli molto pesanti quali giochi e grafica. Il deperimento è marcato se il sistema ha meno di 2 GB di RAM e va, inoltre, considerato che all'epoca la maggior parte dei computer utilizzava solo 1GB di ram.
Per ottenere prestazioni paragonabili al predecessore comunque servirebbe avere più di 2 Gb di RAM a disposizione.
I problemi possono anche essere imputati alla non completa maturità dei driver grafici e al sistema operativo stesso.
Un'altra causa dell'eccessivo consumo di RAM sono i gadget: mediamente la barra laterale (con 4 gadget aperti) consuma circa 11 MB di RAM o più.

### Problemi di compatibilità
L'abbandono della retrocompatibilità delle DirectX ha creato non pochi problemi nell'affermarsi della versione 10; in particolare i principali produttori di schede grafiche hanno ritenuto di utilizzare soluzioni alternative all'hardware overlay fornito, anche per ragioni di sicurezza e stabilità del sistema grafico nel suo insieme. Questa scelta ha costretto Microsoft a supportare OpenGL nativamente, malgrado originariamente avesse fortemente osteggiato lo standard, forzando l'uso delle proprie librerie proprietarie Direct3D.
Quando viene eseguito il backup di un volume crittografato con BitLocker, il backup generato non è crittografato; il programma di backup di Windows Vista informa l'utente di ciò prima dell'esecuzione del backup. Se l'utente decide di continuare, il backup risultante non è criptato e compromette la riservatezza dei dati dell'utente. Se l'utente decide di non eseguire il backup, un malfunzionamento hardware del driver crittografato porterebbe alla perdita permanente dei dati. Interrogativi sulla possibilità che questa tecnologia contenga delle backdoor che permetterebbero alle forze dell'ordine di accedere ai dati sono stati respinti dalla Microsoft, ma questa tecnologia supporta una "chiave di recupero" (recovery key) che potrebbe garantire l'accesso senza il controllo dell'utente qualora cadesse nelle mani sbagliate.
Un altro problema riguarda l'implementazione dello stack IPv6 contenuto in Windows Vista, che sembra avere qualche baco piuttosto rilevante. L'adozione di Vista in strutture che utilizzano Windows XP può portare a problemi di compatibilità. Secondo Gartner "Vista è stato seguito con il timore (in alcuni casi provato) che molte applicazioni andranno riscritte per poter operare con il nuovo sistema operativo".
Cisco ha affermato: "Vista ha risolto molti problemi, ma per ogni azione si hanno degli inevitabili effetti secondari e delle mutazioni. Le reti potrebbero diventare più fragili".
Secondo PC World, "I problemi di compatibilità preoccupano i professionisti nella migrazione verso il nuovo SO". Citando "problemi di compatibilità e di costo" il dipartimento dei trasporti Statunitense ha proibito l'aggiornamento dei sistemi a Vista.
Sono stati individuati diversi problemi con programmi come Nero, i programmi Symantec e AutoCAD (versioni precedenti alla 2008). Anche altri programmi antivirus mostrano problemi e quindi dovranno essere aggiornati per poter essere utilizzati. Molti programmi Adobe richiedono una nuova versione per poter essere utilizzati su Vista. Molte periferiche mostrano problemi di compatibilità; sembrano particolarmente colpiti i telefoni cellulari con programmi di sincronizzazione. Inoltre molte stampanti che si appoggiano al computer per eseguire parte delle elaborazioni mostrano problemi vari.

### Privacy
Analizzando il funzionamento del sistema operativo si è notato che circa 70 funzionalità e servizi inviano alla Microsoft informazioni sul computer dell'utente, sulle sue abitudini e sui programmi utilizzati. Microsoft ha affermato di utilizzare le informazioni per analisi statistiche e non per tracciare il singolo utente. Comunque la stessa Microsoft nel suo contratto si riserva di utilizzare le informazioni, e nello specifico la Privacy Statement di Windows Vista Microsoft si riserva di utilizzare le informazioni personali nel caso in cui a) le sia comandato da un tribunale, b) serva a proteggere o difendere i suoi diritti o contratti, o c) in "circostanze impellenti" nelle quali sia necessario salvaguardare i propri utenti e impiegati o altre persone. Quindi in realtà Microsoft si riserva un'ampia libertà di utilizzo sui dati riservati.
Gli attivisti della privacy fanno notare che comunque nessun ente terzo controlla Microsoft e quindi questa in teoria potrebbe infrangere le proprie affermazioni senza possibilità di essere individuata. Non c'è una visione comune del problema dato che molte persone ritengono eccessive le critiche alla mancanza di privacy del sistema operativo.

### "That Allchin Memo Praising Macs"
Jim Allchin, l'ex co-presidente della divisione "Platform Products" e della divisione "Services Group" di Microsoft, scrisse a Steve Ballmer e Bill Gates nel 2004, proprio durante lo sviluppo di Longhorn:
Comprerei un Mac oggi stesso se non fossi un impiegato di Microsoft. [...]. Alla Apple non hanno perso di vista l'obiettivo. [...] Pensano globalmente. Pensano in modo semplice. Pensano velocemente. So che non c'è nulla di particolarmente profondo in questo. Devo dirvi che sono profondamente convinto che dovremmo intraprendere quello che ho chiamato piano (b) ieri. Abbiamo bisogno di uno storage system semplice e veloce. LH (Longhorn) è un maiale e non vedo nessuna soluzione a questo problema. Se vogliamo rialzarci nella sfida con Linux e Apple, dobbiamo capire la lezione "visione globale, semplice, veloce" profondamente.[...]»
(Jim Allchin)
Queste parole suonano particolarmente gravi se si tiene conto del fatto che fu lo stesso Jim Allchin a dirigere non solo il progetto Longhorn, ma lo sviluppo del Kernel NT dalla versione 3.5, e del fatto che il giorno del lancio commerciale di Windows Vista egli dichiarò le sue dimissioni come dipendente della Microsoft.

### Sistema di sicurezza
Un altro aspetto ampiamente criticato di Windows Vista è l'estrema invasività delle funzionalità di sicurezza e protezione introdotte da questo sistema operativo: nel tentativo di impedire all'utente inesperto di danneggiare il sistema o di installare software non desiderato (malware), viene richiesta una conferma esplicita, spesso con l'utilizzo di un'apposita password amministrativa, per quasi ogni azione l'utente decida di compiere. Un simile approccio alla sicurezza è probabilmente più dannoso che utile, in quanto l'utente inesperto non riesce comunque a distinguere un'azione dannosa e/o non desiderata da una che effettivamente desidera compiere, finendo quindi per abituarsi a confermare qualsiasi cosa il sistema gli richieda; al tempo stesso, la continua richiesta di conferme diventa per l'utente evoluto una fonte di frustrazione. Questa funzionalità di sicurezza può essere tuttavia disattivata agendo sul Pannello di controllo e Account utente.

### Sistema antipirateria
Vista, come il predecessore Windows XP, richiede l'attivazione del sistema operativo; in caso di modifica della configurazione hardware il sistema operativo potrebbe richiedere nuovamente l'attivazione. Secondo Microsoft la modifica di due componenti dell'hardware provoca la richiesta di riattivazione ma in alcuni casi basta modificare una sola componente per dover richiedere la riattivazione. Se il sistema operativo non viene riattivato dopo alcuni giorni blocca il computer impedendone il corretto funzionamento. La stessa tecnologia antipirateria alla base dell'attivazione è stata criticata per la presenza di falsi positivi che disabilitano gli utenti regolari mentre gli utenti senza licenza continuano ad utilizzare il sistema operativo tramite strumenti presenti in rete.

### Le opinioni della stampa
La Free Software Foundation ha lanciato la campagna e il sito BadVista in cui sconsiglia l'uso di Windows Vista in quanto ritenuto lesivo della privacy e della sicurezza degli utenti.
L'uso intensivo di tecnologia DRM ha indotto, inoltre, molte organizzazioni di utenti ed esperti di informatica a sconsigliarne l'uso per le stesse ragioni. Inoltre, alcuni sostengono che le misure di gestione dei diritti digitali incluse in Vista e nel nuovo hardware "HD-ready" probabilmente innalzano la complessità e conseguentemente il costo dell'hardware stesso.
La rivista PC World ha definito il sistema operativo la più grande delusione informatica del 2007 per la sua lentezza e per i problemi di compatibilità che lo affliggono.

## Copie vendute
Secondo le dichiarazioni, Windows Vista è il sistema operativo Microsoft che ha venduto più rapidamente dal momento della sua presentazione. Microsoft ha dichiarato di aver venduto 40 milioni di copie in 100 giorni. La maggior parte delle vendite sarebbero vendite OEM, cioè vendite associate all'acquisto con un nuovo computer, mentre nelle vendite al dettaglio il sistema operativo nei suoi primi sei mesi di vita avrebbe venduto il 60% in meno del precedente Windows XP; Vista sarebbe stato superato come numero di vendite anche dalla suite Microsoft Office, avendo Vista venduto 60 milioni di copie in sei mesi mentre Office avrebbe venduto 70 milioni di copie nello stesso periodo. Contestualmente Microsoft ha annunciato che per venire incontro alle richieste dei suoi partner commerciali prolungherà la vita utile di Windows XP continuando a venderlo fino a giugno 2008.
Il "successo commerciale" è stato però fortemente messo in dubbio da varie fonti: essendo incluso forzatamente con ogni nuovo computer venduto (e essendo difficilissima, se non impossibile, l'operazione di rimborso del sistema operativo nel caso l'utente non lo desideri), ovviamente le copie vendute di Windows Vista sono state molte, ma non sono disponibili dati indicanti quante persone effettivamente l'abbiano mantenuto installato sul sistema e quante invece abbiano provveduto a disinstallarlo e sostituirlo con una versione precedente o con un altro sistema operativo.
In ogni caso, i dati sono confrontati con le vendite di XP: nel periodo in cui tale sistema operativo è stato messo in commercio, il numero totale di computer venduti (indipendentemente dal sistema usato) era nettamente inferiore a quello odierno.